# Zbuczyn (gmina)
Zbuczyn (1973–2003 gmina Zbuczyn Poduchowny) – gmina wiejska w województwie mazowieckim, w powiecie siedleckim. W latach 1975–1998 gmina położona była w ówczesnym województwie siedleckim.
Siedziba gminy to Zbuczyn.
Według danych z 30 czerwca 2004 gminę zamieszkiwało 10086 osób. Natomiast według danych z 31 grudnia 2019 roku gminę zamieszkiwało 10106 osób.

## Struktura powierzchni
Według danych z roku 2002 gmina Zbuczyn ma obszar 210,75 km², w tym:
- użytki rolne: 79%
- użytki leśne: 14%

Gmina stanowi 13,15% powierzchni powiatu.

## Demografia

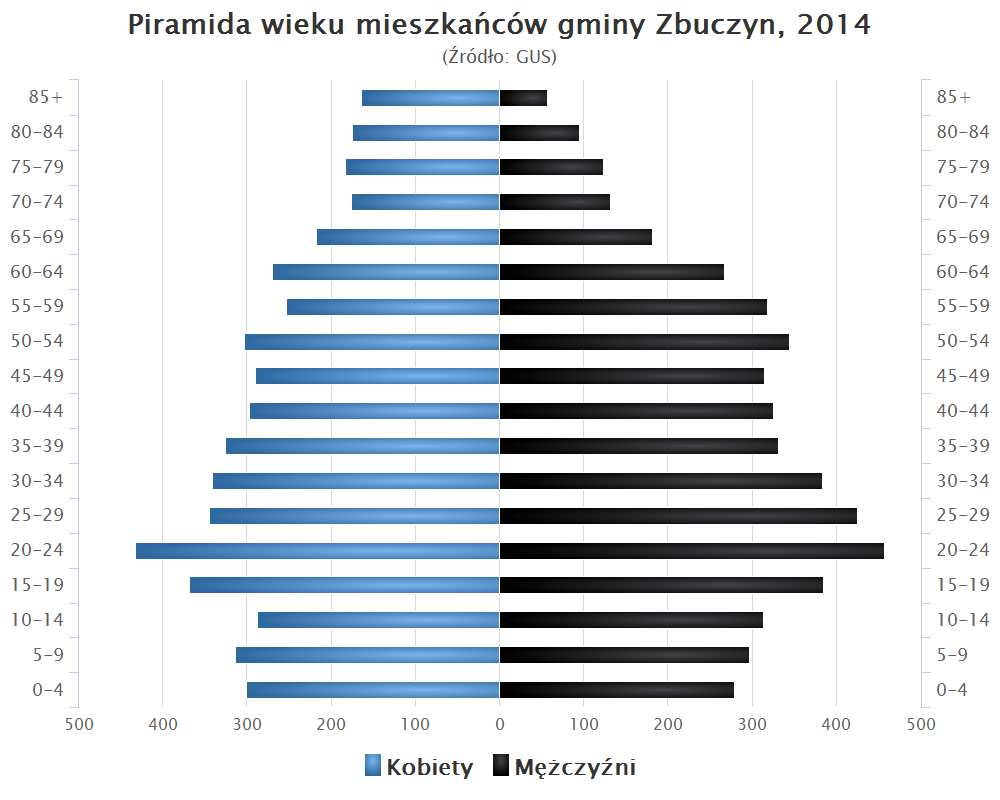
Piramida wieku mieszkańców gminy Zbuczyn w 2014 roku

Dane z 31 grudnia 2006:
| Opis                              | Ogółem | Ogółem | Kobiety | Kobiety | Mężczyźni | Mężczyźni |
| --------------------------------- | ------ | ------ | ------- | ------- | --------- | --------- |
| jednostka                         | osób   | %      | osób    | %       | osób      | %         |
| populacja                         | 10 013 | 100    | 5032    | 50,25   | 4998      | 49,75     |
| gęstość zaludnienia (mieszk./km²) | 47,45  | 47,45  | 23,80   | 23,80   | 23,65     | 23,65     |

## Sołectwa
Borki-Kosy, Borki-Wyrki, Bzów, Choja, Chromna, Cielemęc, Czuryły, Dziewule, Grochówka, Grodzisk, Izdebki-Błażeje, Izdebki-Kosny, Izdebki-Kośmidry, Izdebki-Wąsy, Januszówka, Jasionka, Karcze, Krzesk-Królowa Niwa, Krzesk-Majątek, Kwasy, Lipiny, Lucynów, Łęcznowola, Ługi-Rętki, Ługi Wielkie, Maciejowice, Modrzew, Olędy, Pogonów, Rówce, Rzążew, Smolanka, Sobicze, Stary Krzesk, Świercze, Tarcze, Tchórzew, Tchórzew-Plewki, Tęczki, Wesółka, Wólka Kamienna, Zawady, Zbuczyn (3 sołectwa), Zdany.
Miejscowości bez statusu sołectwa: Grochówka (kolonia), Kijki, Koryta, Ługi-Gołacze.

## Sąsiednie gminy
Łuków, Międzyrzec Podlaski, Mordy, Olszanka, Siedlce, Trzebieszów, Wiśniew